# 圣方济各圣殿 (巴勒莫)

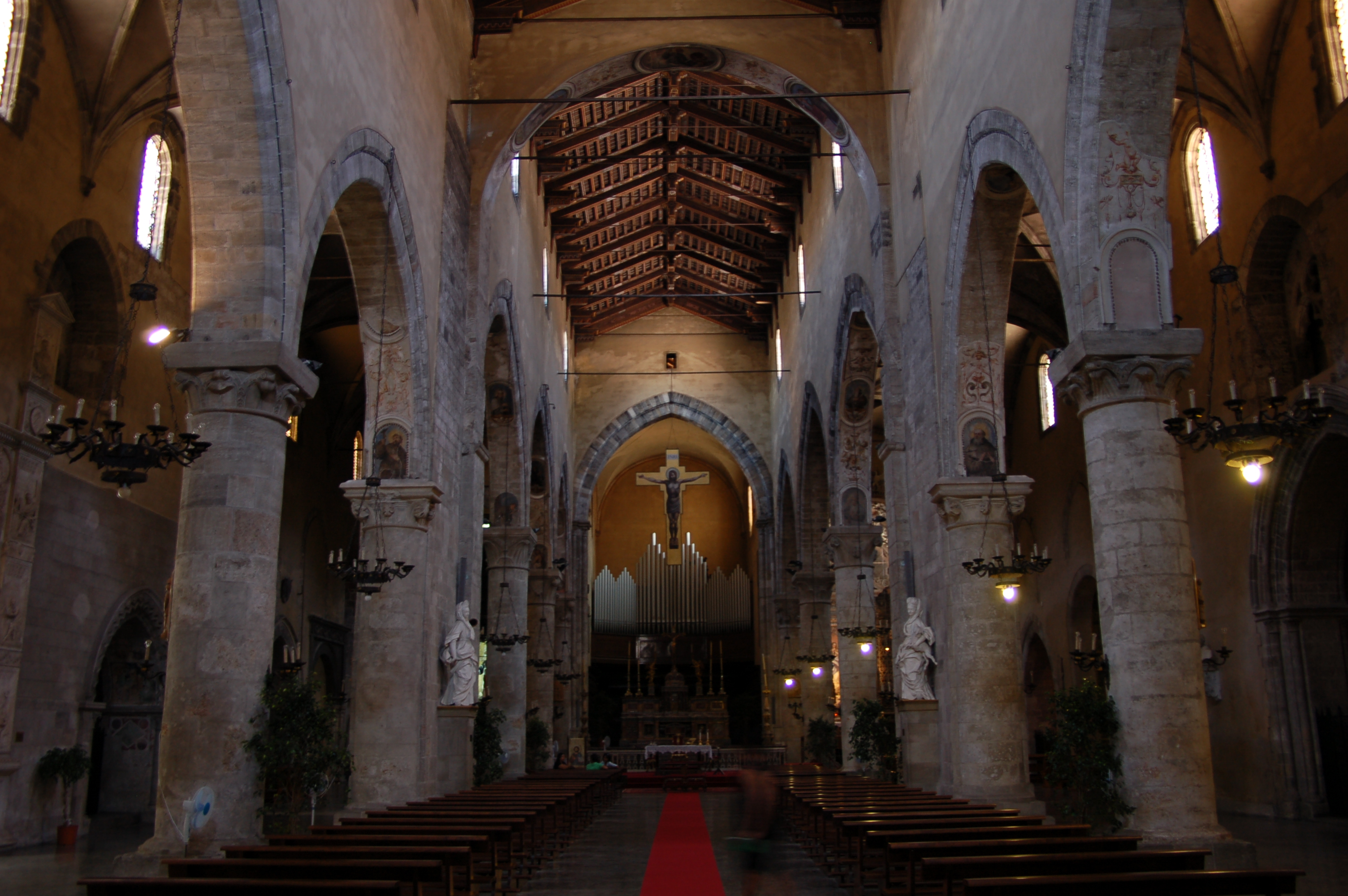
内部

圣方济各圣殿（意大利语：Basilica di San Francesco d'Assisi）是意大利西西里巴勒莫一个重要的罗马天主教教堂。它位于巴勒莫历史中心的卡尔萨区（Kalsa），该市的东西主轴线，古老的卡萨罗街（Cassaro），即埃马努埃莱街（Corso Vittorio Emanuele）旁。该建筑是方济各会在西西里的主要教堂，拥有宗座圣殿的称号。

## 历史
该堂的历史始于第一批方济各会士来到西西里岛。1224年，编年史者瓦丁戈报道了第一个方济各会修道院在巴勒莫城墙附近开工建造。然而，不久之后，当地的神职人员在撒拉森人的支持下，将修士们赶出了这座城市。修士们前往维泰博，向教宗额我略九世呼吁。
教宗乘巴勒莫总主教贝拉德去德国见神圣罗马皇帝腓特烈二世之机，命令墨西拿总主教兰多内安排重建修道院。因此，在1235年，修士们将东罗马帝国的一处古老的防御工事（可追溯到乔治·马尼亚克的军事行动），改建为一座新修道院。1239年，由于与教宗的争吵，腓特烈二世下令摧毁这座建筑。
该堂混合了不同的风格，主要是哥特式和西西里巴洛克。
1823年3月5日，这座建筑在地震中受损，教堂重建为新古典主义风格。第二次世界大战期间的空袭也造成了损害。近几十年来，教堂被修复。
1924年，教宗庇护十一世将其升格为宗座圣殿。圣方济各圣殿在巴勒莫的宗教生活中扮演着重要的角色：在这个教堂里，每年12月8日夜晚，数千名信徒抬着无原罪圣母像，穿过历史中心的街道，一直到圣多明我广场（Piazza San Domenico）。

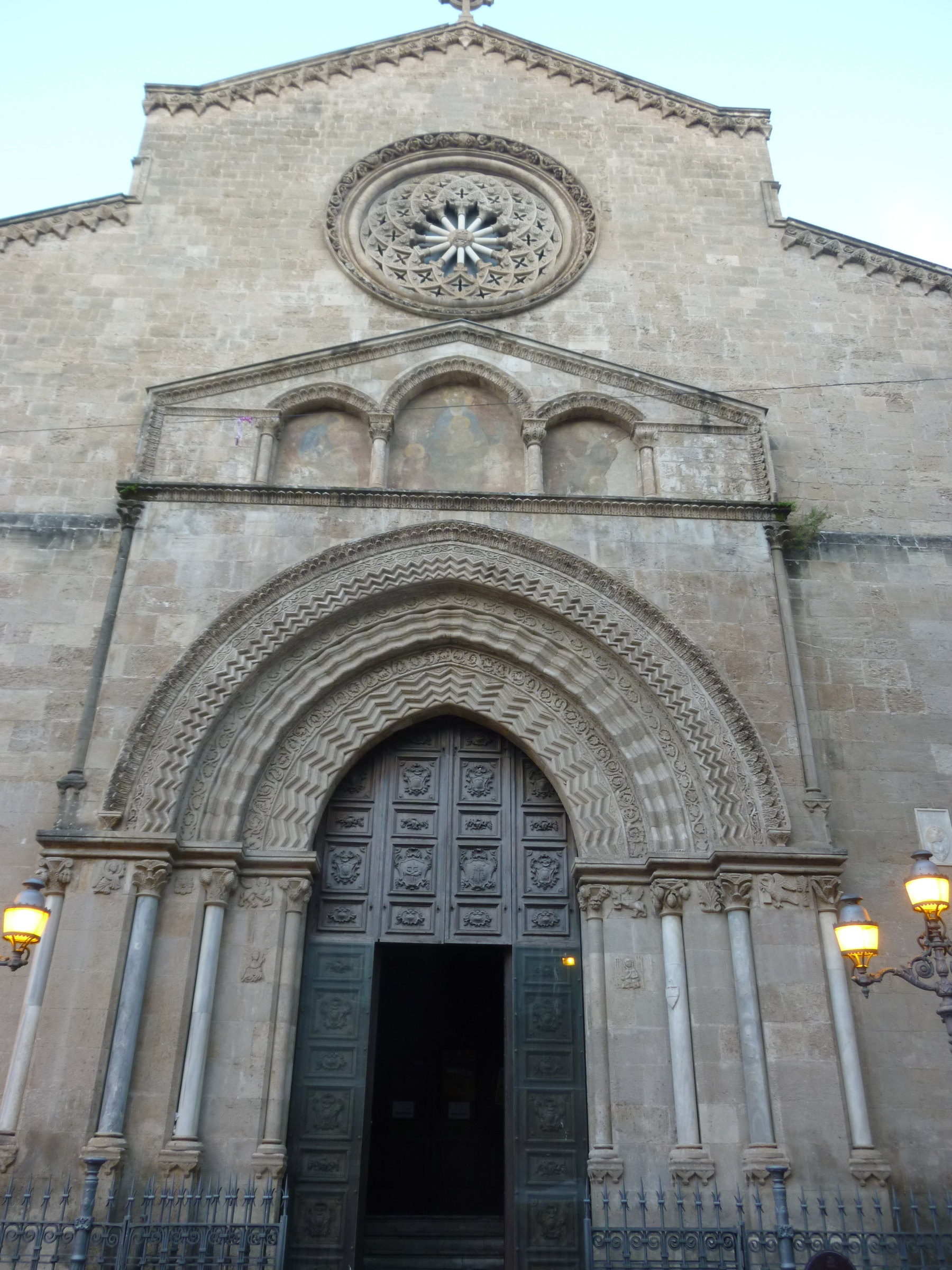
大门
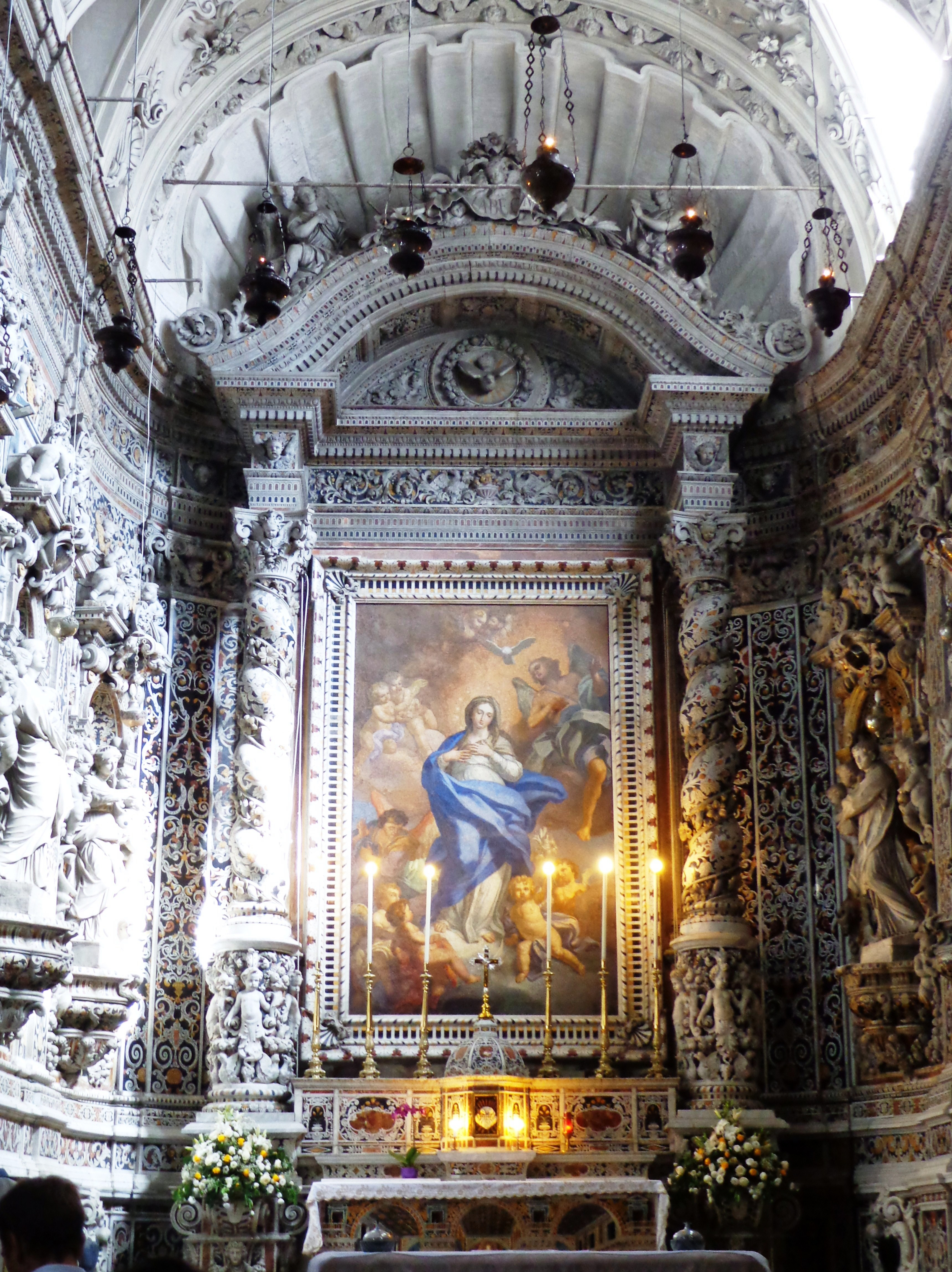
无原罪圣母小堂
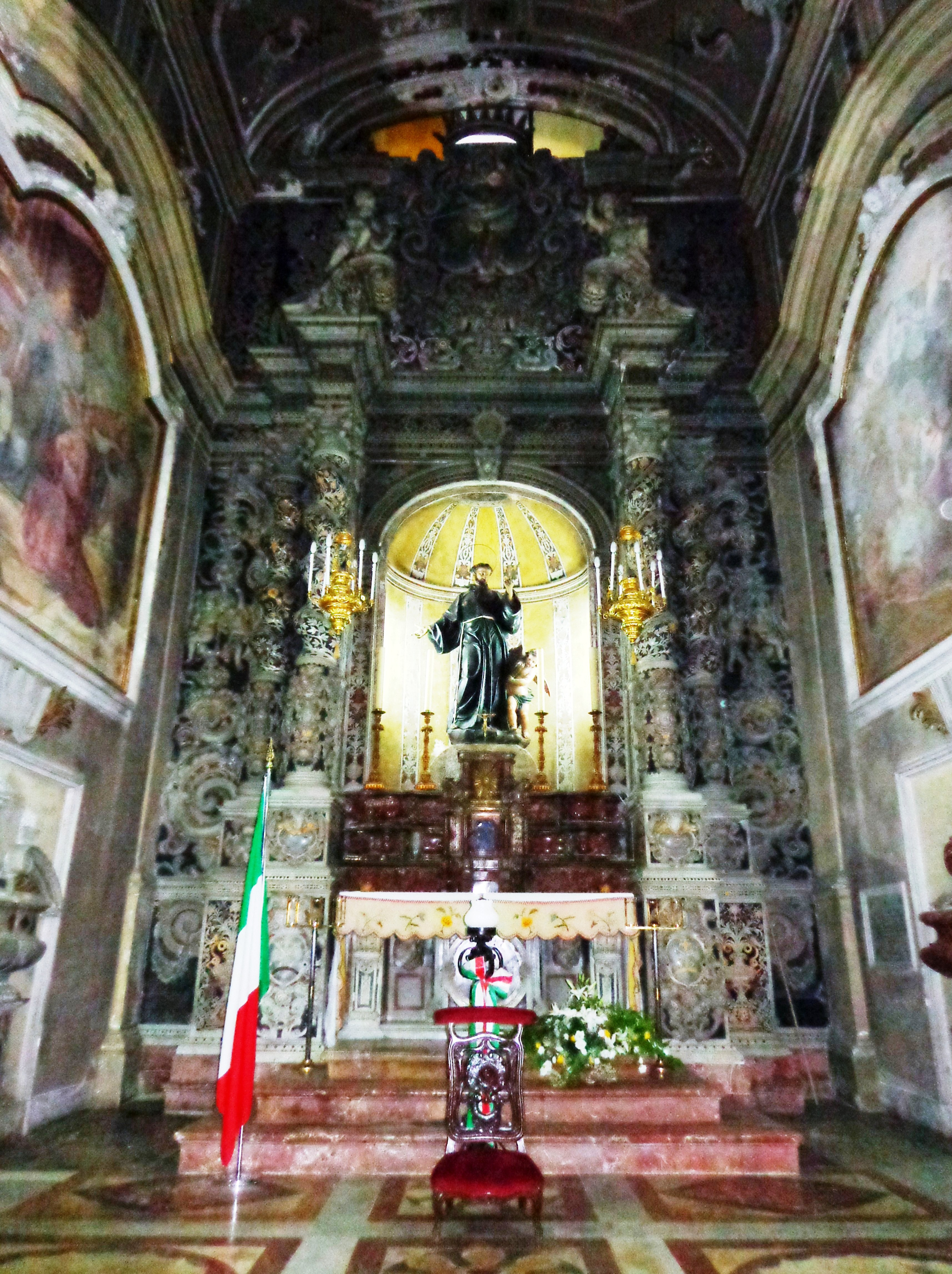
圣方济各小堂
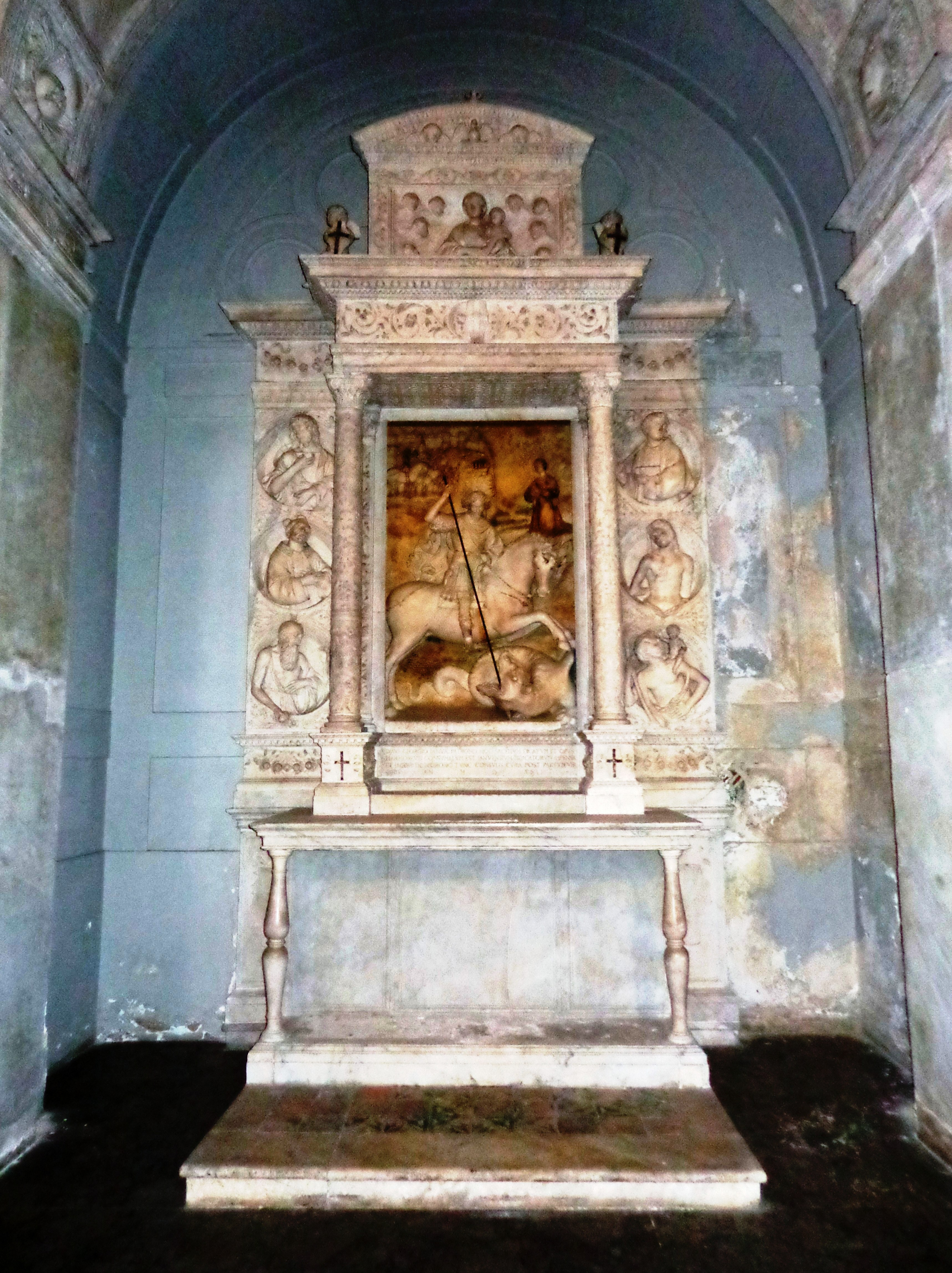
圣乔治小堂
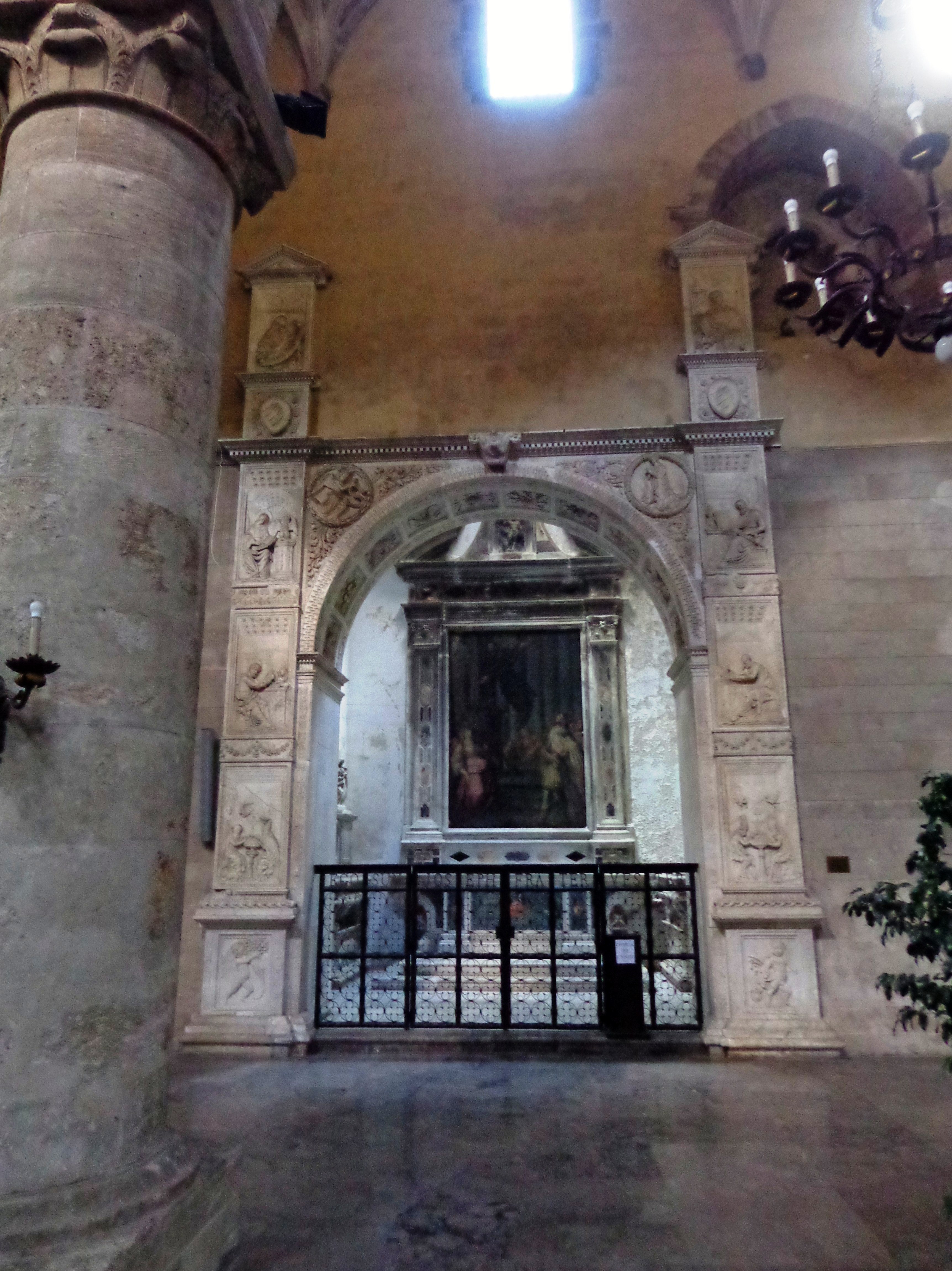
马斯特兰托尼奥小堂
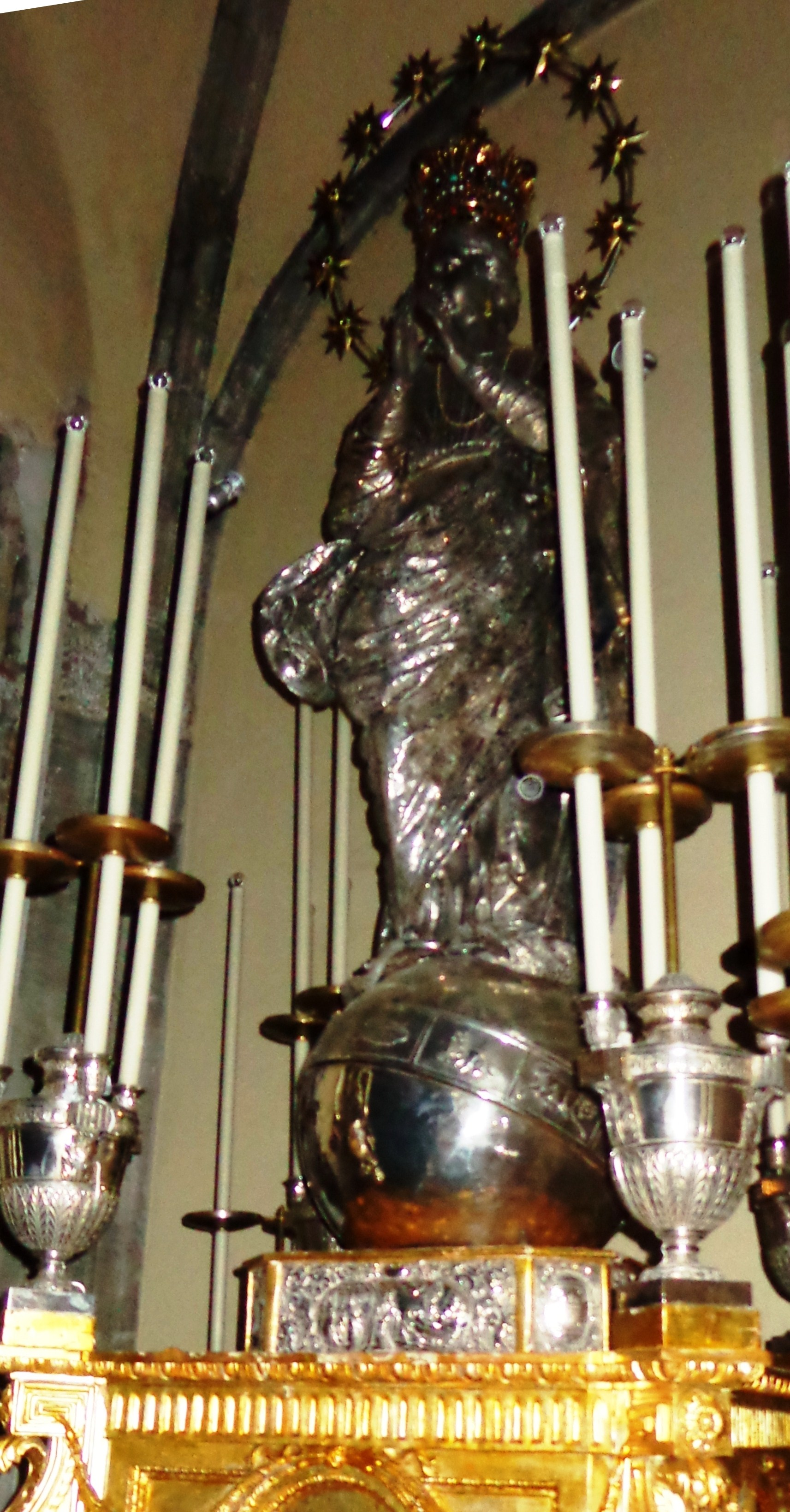
无原罪圣母像